# Angélo Tulik
Angélo Tulik (Moulins-sur-Allier, 2 de desembre de 1990) és un ciclista francès, professional des del 2012, quan va debutar amb l'equip Team Europcar, estructura en la qual es manté, tot i que actualment amb el nom de Total Direct Énergie.

## Palmarès en ruta
- 2009
  - 1r als Boucles de la Loire
- 2010
  - 1r a la Nantes-Segré
  - Vencedor d'una etapa a la Loire-Atlantique sub-23
- 2011
  - 1r al Circuit de la vallée de la Loire
  - 1r al Tour de Rhuys
  - 1r al Tour de la Dordogne i vencedor de 2 etapes
  - Vencedor d'una etapa a la Volta a Xile
  - Vencedor d'una etapa al Circuit des plages vendéennes
  - Vencedor d'una etapa a l'Essor breton
  - Vencedor d'una etapa als Dos dies de Machecoul
- 2012
  - Vencedor d'una etapa al Roine-Alps Isera Tour
- 2013
  - Vencedor d'una etapa al Tour dels Fiords
- 2014
  - 1r a la Roue tourangelle

## Resultats al Tour de França
- 2015. 91è de la classificació general
- 2016. Abandona (12a etapa)
- 2017. 89è de la classificació general

## Resultats al Giro d'Itàlia
- 2014. 123è de la classificació general

## Palmarès en pista
- 2009
  -  Campió de França de persecució per equips